# Koncovka

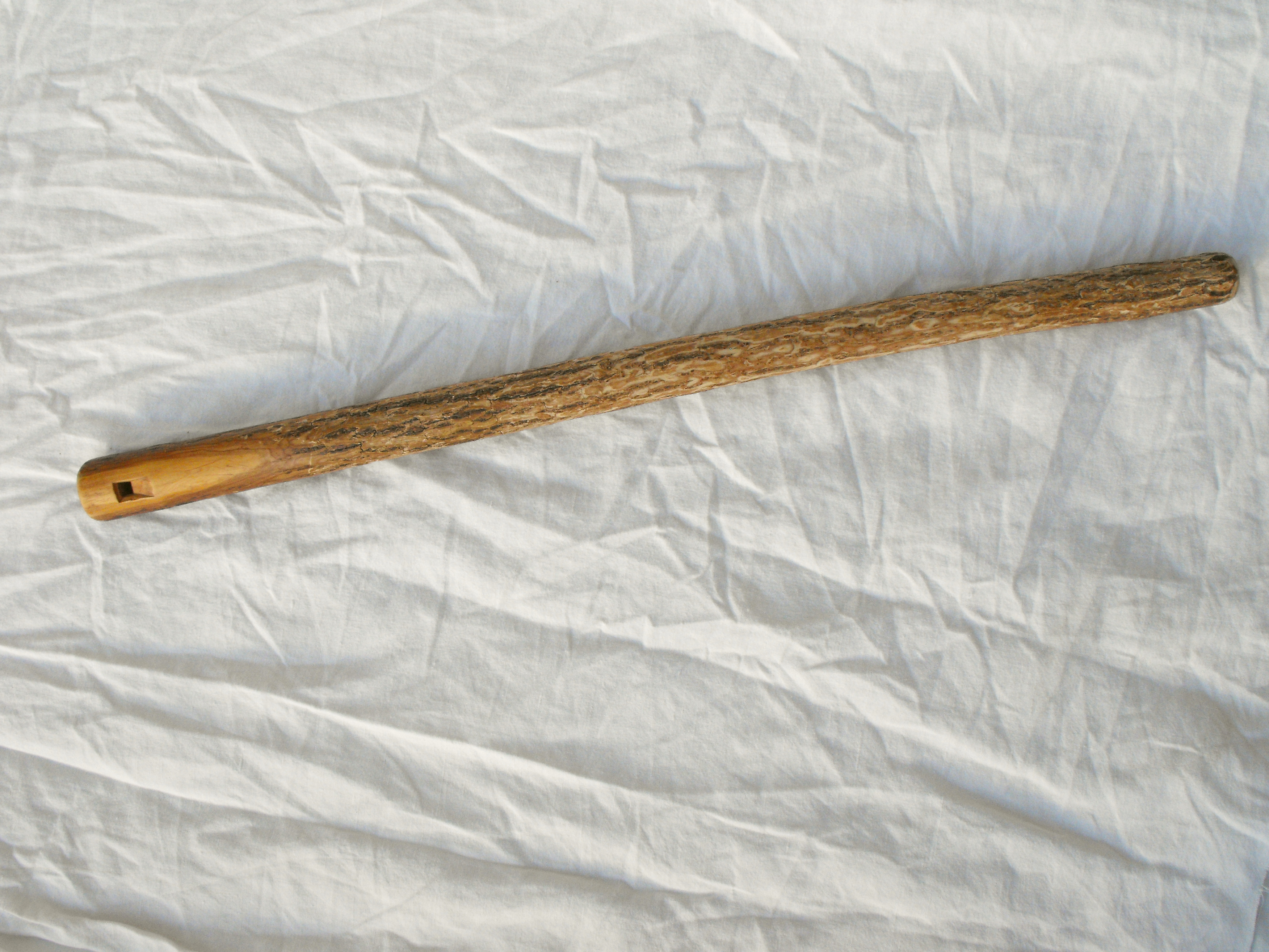
Koncovka

La koncovka est une flûte harmonique slovaque, traditionnellement utilisée par les bergers. Elle mesure généralement de 40 à 85 cm.
Souvent fabriqué dans des branches de sureau elle ne possède pour trou de jeu que le pied de la flûte. La variation de la puissance du souffle et l’obturation du pied permet au flûtiste de choisir la note qu'il utilise car l'instrument est fait pour octavier facilement. 
C'est un instrument très proche de la fujara qui possède trois trous de jeu et qui est beaucoup plus grande (1,20 m à 1,80 m).